# Herlies
 Herlies  es una población y comuna francesa, en la región de Norte-Paso de Calais, departamento de Norte, en el distrito de Lille y cantón de La Bassée.

## Demografía
| 802 | 805 | 814 | 1236 | 1697 | 2015 |
| Para los censos de 1962 a 1999 la población legal corresponde a la población sin duplicidades (Fuente: INSEE [Consultar]) |     |     |      |      |      |